# 東北福祉大学
東北福祉大学（とうほくふくしだいがく、英語:  Tohoku Fukushi University）は、宮城県仙台市青葉区国見に本部を置く日本の私立大学。略称は東福大（とうふくだい）、TFU。県内では福祉大と呼ばれることが多い。

## 概観

### 大学全体
1875年（明治8年）9月、日本の伝統仏教宗派の一つである曹洞宗により宮城県曹洞宗専門学支校として昌傳庵に創立された教育機関を源流としている。そのため、同じ曹洞宗が創設した駒澤大学や愛知学院大学、鶴見大学とは姉妹校である。また、大学構内には坐禅堂があり、1年生は坐禅が必修科目となっている。50年以上前から存在する福祉系大学として、日本社会事業大学・日本福祉大学と共に草分け的な伝統校であり、東北地方の福祉を主導してきた。
キャンパスは、宮城県仙台市青葉区の国見キャンパスを中心に仙台駅東口キャンパス、ステーションキャンパス、国見ケ丘第1キャンパス、国見ケ丘第2キャンパス、北山キャンパスがある。また、大学付属病院である「東北福祉大学せんだんホスピタル」のほか、関連法人が運営する幼稚園や高齢者施設、人間の感性の覚醒に着目した研究施設「感性福祉研究所」や、その研究成果を応用する実践施設「予防福祉健康増進センター（ウェルコム21）」なども設置されており、グループ全体では約20の福祉施設を有している。

### 建学の精神（校訓・理念・学是）
創立以来「行学一如」を建学の精神としており、その教育の理念は「自利・利他円満」の哲学を基調としている。

### 医学部設置構想
2011年（平成23年）1月、東北福祉大学は仙台厚生病院（財団法人厚生会、現・一般財団法人厚生会）との連携によって医学部の新設を目指す方針を明らかにした。計画された医学部は仙台厚生病院のほか、東北福祉大学せんだんホスピタルなどを大学病院とし、座学講座は同大の既存施設を利用する上、既存学部とも連携することが想定されている。同年6月には検討委員会が設置されたが、同11月に発表された計画書によると、医学部新設の事業主体である東北福祉大学と財団法人厚生会が自己資金110億円を準備、学年定員100名の医学部を新設する計画とされた。
2013年11月、下村博文文科相が東北の大学1校に医学部新設を認めたことを受け、仙台厚生病院・一般財団法人厚生会側から、同年12月に学校法人東北学院に対し連携方針を進めているとの報道がされ、東北福祉大を含めた三者間等で協議を進めた結果、連携先として最終的に同大を選択。校舎や大学付属病院は栗原市内に整備する方針を明らかにした。また、宮城県と同市に対し、市内の県立循環器・呼吸器病センターと栗原市立栗原中央病院の移譲を申し入れるとしている。2015年4月を目指していた開学は、大学関係の準備が間に合わない為、2016年4月の開設を軸に検討が進められていると報じられていた。
しかし、文部科学省に対する応募期限である5月30日が迫る中、過疎地で病院を抱えて医学部を経営することに福祉大が疑念を持ったことや、逆に、医療過疎地への進出に勝算を見いだす厚生病院との間で齟齬が生じた上、医学部病院の病床数や財政負担の見通しなどで足並みが揃わず断念に至った。

## 沿革

### 年表
- 1875年9月1日[19] - 宮城県仙台市荒町の昌傳庵に曹洞宗専門学支校として開校。
- 1890年9月1日 - 専門学支校を廃止し、曹洞宗小学林および中学林を設置[20][21]。
- 1896年3月[19] - 仙台市東二番丁の宮城県宗務支局の建物を使用して曹洞宗第二十五中学校を設置[22][23]。
- 1902年7月 -  第二十五中学校を廃止し、曹洞宗第二中学林を設置[24][25]。
- 1903年4月8日[24] - 新校舎落成式および開林式を挙行[24][26]。場所は旧仙台第二十五中学林跡地（東二番丁北目町角[19]）[24][26]。
- 1908年 - 生徒数増加による施設狭隘のため、南鍛冶町の泰心院境内に移転[27][28]。林歌制定[29]。
- 1923年6月21日 - 講堂を全焼[30][31]。
- 1924年5月2日 - 校舎、雨天体操場を全焼[32][31]。
- 1926年 - 校舎を宮城郡七北田村荒巻字西山1番地（現在の国見キャンパスの地）に移転[33][31]。また、中学校令に基づき、校名を栴檀中学校と改称[34]。
- 1930年6月 - 校歌を制定[35]。
- 1947年 - 学制改革により、新制栴檀学園中学校を設置（翌年廃止）[36]。
- 1948年 - 学制改革により、栴檀学園高等学校を設置[36]。東北高等仏教学院を開設（翌年廃止）[37]。
- 1949年1月 - 財団法人栴檀学園を設立[36]。
- 1951年3月 - 私立学校法の改正により、財団法人栴檀学園を組織替えし学校法人栴檀学園を設立[36]。
- 1958年 - 東北福祉短期大学を設置、栴檀学園高等学校を東北福祉短期大学附属高等学校と改称[38]。
- 1962年
  - 東北福祉大学を設置[39]。社会福祉学部社会福祉学科を設置[40]。
  - 東北福祉短期大学を廃止、東北福祉短期大学附属高等学校を東北福祉大学付属高等学校と改称。
- 1965年4月1日 - 産業福祉学科を設置[41]。
- 1968年 - 東北福祉大学付属高等学校が栴檀学園高等学校として独立（1975年廃止[42]）。
- 1971年4月1日 - 社会教育学科、仏教専修科を設置[43]。
- 1973年
  - 4月1日 - 社会福祉学専攻科を設置[44]。
  - 4月 - 二号館（現・三号館）が竣工[45]。
- 1974年
  - 4月1日 - 福祉心理学科を設置[46]。　
  - 7月 - 講堂兼体育館「福聚殿」が竣工[47]。
- 1976年
  - 6月 - 福聚殿の北側に図書館棟が竣工[48]。
  - 9月 - 二号館を増築する形で西側に三号館が竣工[49]。
  - 大学院社会福祉研究科社会福祉学専攻修士課程を設置[50]。
- 1977年10月5日 - 現在の校歌を制定[51]。
- 1989年 - 国見キャンパスに東北福祉大学「東北福祉大学芹沢銈介美術工芸館」が竣工。
- 1994年 - 国見キャンパスに音楽堂「けやきホール」が竣工。
- 2000年 - 総合福祉学部へ改称。情報福祉学科を設置。
- 2002年 - 大学院総合福祉学研究科へ改称。通信課程（学部・大学院）を設置。
- 2006年
  - 子ども科学部子ども教育学科を設置。
  - 健康科学部保健看護学科を設置。
- 2007年
  - ステーションキャンパス棟竣工。
  - 特別支援学校教諭一種免許状の教職課程設置が認可され、従来取得できた養護学校教諭一種免許状に相当する3教育領域に聴覚障害が加わり、同年入学生より、5教育領域中、「視覚障害者に関する教育領域」を除く4領域の免許の取得が可能[注釈 1]となった。通信教育部社会福祉学科についてもこれに准じた課程に変更となった。
  - 同年入学生から、通信教育部社会教育学科の募集停止。
- 2008年
  - 健康科学部リハビリテーション学科、健康科学部医療経営管理学科、総合マネジメント学部産業福祉マネジメント学科、総合マネジメント学部情報福祉マネジメント学科を設置。学部新設に伴い、同年入学者からの総合福祉学部産業福祉学科・情報福祉学科の2学科の新規募集を停止。
  - 大学附属病院「東北福祉大学せんだんホスピタル」を設立。
- 2009年 - 改正社会福祉士及び介護福祉士法の施行に伴い、総合福祉学部・同通信教育部のカリキュラムの大再編を実施。
- 2012年
  - 改正精神保健福祉士法の施行に伴い、総合福祉学部・同通信教育部のカリキュラムのうち、精神保健福祉士指定科目を中心とした再編を実施。
  - シンボルマーク、ロゴタイプ、スクールカラーを制定[52]。
- 2014年
  - 幼保特例講座を、5年間限定（後に、もう6年間延長）で通信教育部に設置。
  - 本年度10月入学者より、通信教育部での教職課程履修希望者の受け入れ停止（教職課程廃止は、2018年3月を予定）[53][54][55][56]。

- 2015年

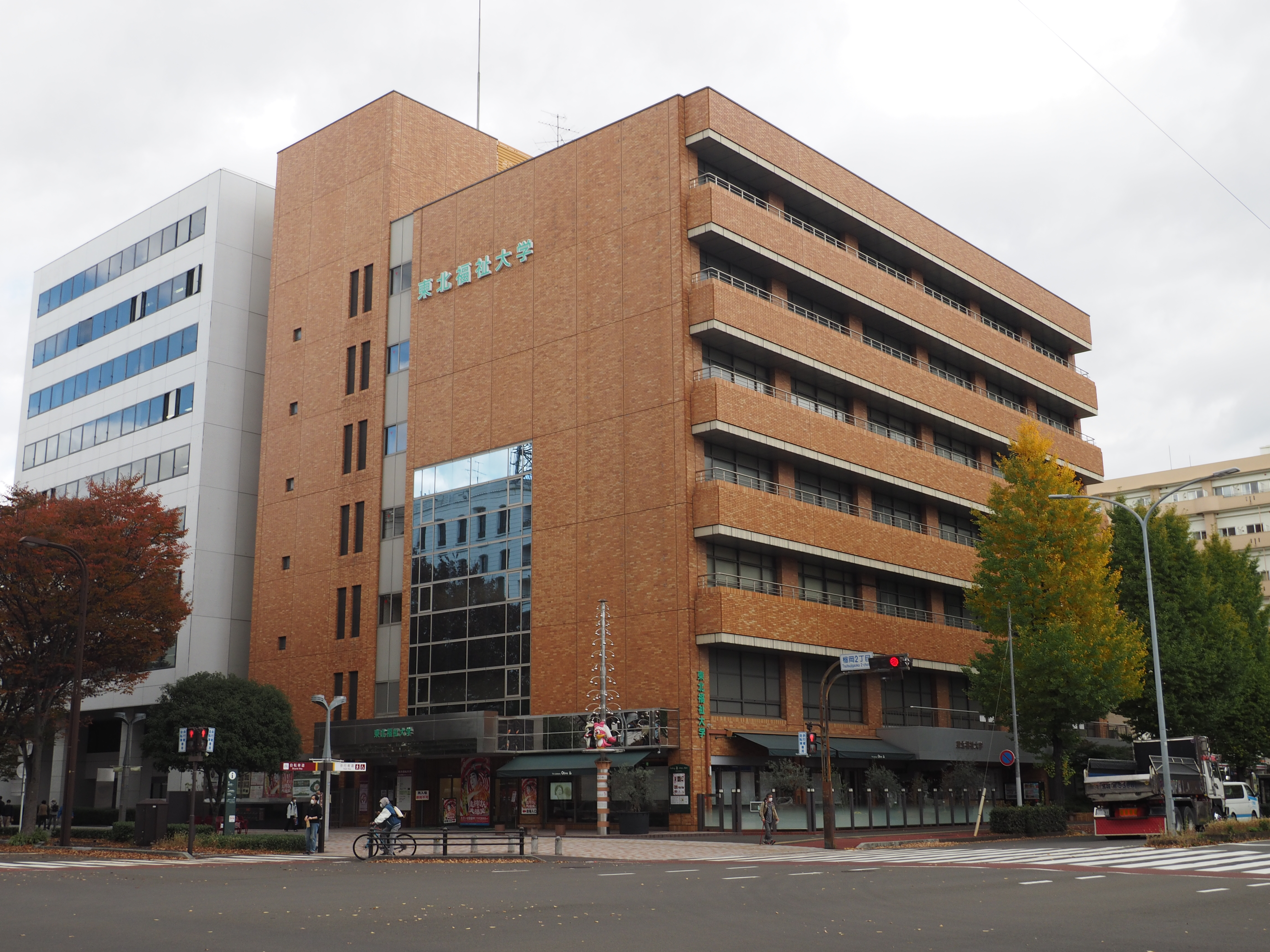
仙台駅東口キャンパス（2021年撮影）

  - 同年入学者より、学部再編。総合福祉学部社会教育学科と子ども科学部子ども教育学科を統合した教育学部教育学科（初等教育専攻・中等教育専攻）を設置し、新たに総合福祉学部福祉行政学科を新設（2014年9月1日付認可）[57]。
  - 通信教育部のキャンパスを、新設の「仙台駅東口キャンパス」に変更（同地は、代々木ゼミナール仙台校の校舎へ居抜によって設置）。
  - 文部科学省の設置認可により、大学院教育学研究科(修士課程)を設置[57]。
  - 10月18日 - 萩野浩基学長、示寂。
  - 12月1日 - 学長に大谷哲夫が就任。
- 2016年
  - 3月31日 - 通信教育部の社会教育学科が在籍者が全員卒業ないしは退学したことに伴い廃科。翌日より名実ともに2学科制となる。
  - 10月1日 - 同日入学者より、通信教育部の特別支援学校教諭免許状における教職課程希望者の編入生の受け入れを停止。
- 2018年 - 通信教育部の教職課程廃止[注釈 2]及び公認心理師受験資格課程の新設に伴う心理系科目の再編にともない、関連科目の一部改廃あるいは、教職課程認可のための課程認定に厳格でない形の科目に再編成を実施。
- 2019年
  - 国見ケ丘第2キャンパス総合運動施設を改修。
  - 12月1日 - 学長に千葉公慈が就任。
- 2021年 - ステーションキャンパスの鉄道交流ステーションが閉館[58]。
- 2022年 - 改正社会福祉士及び介護福祉士法および改正精神保健福祉士法の施行に伴い、総合福祉学部・同通信教育部のカリキュラムの大再編を実施。
- 2025年4月1日 - 総合マネジメント学部を改組し、共生まちづくり学部を設置。

## 基礎データ

### 所在地
- 国見キャンパス（宮城県仙台市青葉区国見、北緯38度16分46.6秒 東経140度50分53.5秒）
- 仙台駅東口キャンパス（宮城県仙台市宮城野区榴岡、北緯38度15分36.6秒 東経140度53分09.0秒）
- ステーションキャンパス（宮城県仙台市青葉区国見、北緯38度16分47.6秒 東経140度50分35.1秒）
- 国見ケ丘第1キャンパス（宮城県仙台市青葉区国見ケ丘、北緯38度17分05.1秒 東経140度50分03.7秒）
- 国見ケ丘第2キャンパス（宮城県仙台市青葉区国見ケ丘、北緯38度17分24.7秒 東経140度50分06.1秒）
- 北山キャンパス（宮城県仙台市青葉区北山、北緯38度16分51.0秒 東経140度51分02.0秒）

### 象徴
- 校章は、東北福祉短期大学が発足した1958年（昭和33年）4月1日から使用されており、「大学」の2字の下部両端に「福祉」の文字が左右に配置されている[52]。
- 現在の校歌は、1977年（昭和52年）10月5日に制定[51][59]。作詞は扇畑忠雄、作曲は古賀政男[51][59]。
- シンボルマークは、宇宙をモチーフにした楕円形が組み合わさったもので、「行学一如」と「自利・利他円満」の理念を表現しており、人類への貢献という壮大な思いが込められている。重なりから生まれる2つのハートはこころの時代と福祉の心を象徴する[52]。2012年に制定[52]。
- スクールカラーは  東北古代紫（TFU古代紫）である[52]。2012年に制定[52]。

## 教育および研究

### 組織

#### 学部
- 総合福祉学部
  - 社会福祉学科
    - 社会福祉コース
    - 総合福祉コース

  - 福祉心理学科
    - 臨床心理学履修コース
    - 発達・教育心理学履修コース
    - 認知・社会心理学履修コース

  - 福祉行政学科
- 総合マネジメント学部（令和7年4月学生募集停止）
  - 産業福祉マネジメント学科
  - 情報福祉マネジメント学科
- 健康科学部
  - 保健看護学科
  - リハビリテーション学科　 
    - 作業療法学専攻
    - 理学療法学専攻

  - 医療経営管理学科
- 教育学部
  - 教育学科
    - 初等教育専攻
      - 幼保コース
      - 小幼コース
      - 小特コース

    - 中等教育専攻
- 共生まちづくり学部
  - 共生まちづくり学科

#### 大学院
大学院のキャンパスは、国見ヶ丘第1キャンパスに設置されており、担当事務も、同キャンパス内のウェルコム21内に所在(通信制大学院の事務は、国見キャンパスの本部棟にある通信教育部通信教育事務課が兼務)する。
- 総合福祉学研究科
  - 社会福祉学専攻
    - 社会福祉学コース
    - 児童福祉学コース

  - 福祉心理学専攻（修士課程）
    - 臨床心理学分野
    - 福祉心理学分野
- 教育学研究科
  - 教育学専攻（修士課程）
- 通信制大学院
  - 総合福祉学研究科
    - 社会福祉学専攻（修士課程）
    - 福祉心理学専攻（修士課程）

#### 通信教育部
- 総合福祉学部通信教育部
  - 社会福祉学科…教職課程受入は、2014年度4月入学生まで[53][54][56]。特別支援学校の免許状の授与希望者に限り、2016年4月まで3年次編入での受け入れが可能（すでに1種免許状の授与がなされており、なおかつ実習の評価が2018年3月までに確定することが条件）。
  - 福祉心理学科

#### 附属機関
- 感性福祉研究所
- 認知症介護研究・研修仙台センター
- 総合教育センター
- 仏教社会福祉研究所
- 仏教社会教育研究所
- 特別支援教育研究センター
- 地域創生推進センター

## 学生生活

### 学園祭
大学祭の名称は「国見祭」で、例年10月中旬に実施される。

### スポーツ
高齢者の少ない時代から存在する大学のため、当初はスポーツに力を入れてきた。その流れから今でもスポーツが盛んである。なお福祉人材が求められる少子高齢化の現在でも、スポーツでの活躍で宣伝する姿勢である。
- 硬式野球部は、仙台六大学野球連盟に加盟している。全日本大学選手権で4度の優勝を誇る東北の雄である。1993年を除いて1989年から2006年まで毎年プロ野球選手を輩出しており、1991年には4人、1992年には5人を一度に輩出した。
- 陸上競技部は、全日本大学駅伝、全日本大学女子駅伝に幾度となく出場している。2024年、第42回全日本大学女子駅伝では過去最高の5位となった。
- ゴルフ部は、松山英樹ら多くのプロゴルファーを輩出している。
- 女子バレーボール部は、秩父宮賜杯全日本大学選手権（全日本インカレ）の常連となっており、1996年（平成8年）の第43回大会優勝、1986年（昭和61年）の第33回大会準優勝の戦績がある。

### 文化系
- 吹奏楽部は、全日本吹奏楽コンクールの常連である。

## 大学関係者と組織

### 大学関係者一覧
- 東北福祉大学の人物一覧

## 施設

### キャンパス
キャンパスは仙台市青葉区国見および国見ヶ丘という丘陵地区に集積しており、キャンパス間の移動のための専用バスが運行されている（長期休業期間などの運行のない期間、あるいは時間帯によって運行がない時間帯もある）。

#### 国見キャンパス
〒981-8522 宮城県仙台市青葉区国見一丁目8番1号
- 交通：JR仙山線・東北福祉大前駅より（西門まで）徒歩8分。仙台市営バス「東北福祉大前」停留所より（正門）すぐ。2015年12月6日より、北仙台駅から東北福祉大前バス停経由で川内駅に向かう仙台市交通局のバス路線が新設（いずれの方向も70系統）され、そちらも「東北福祉大前」停留所下車、正門前の到着となる。

#### ステーションキャンパス

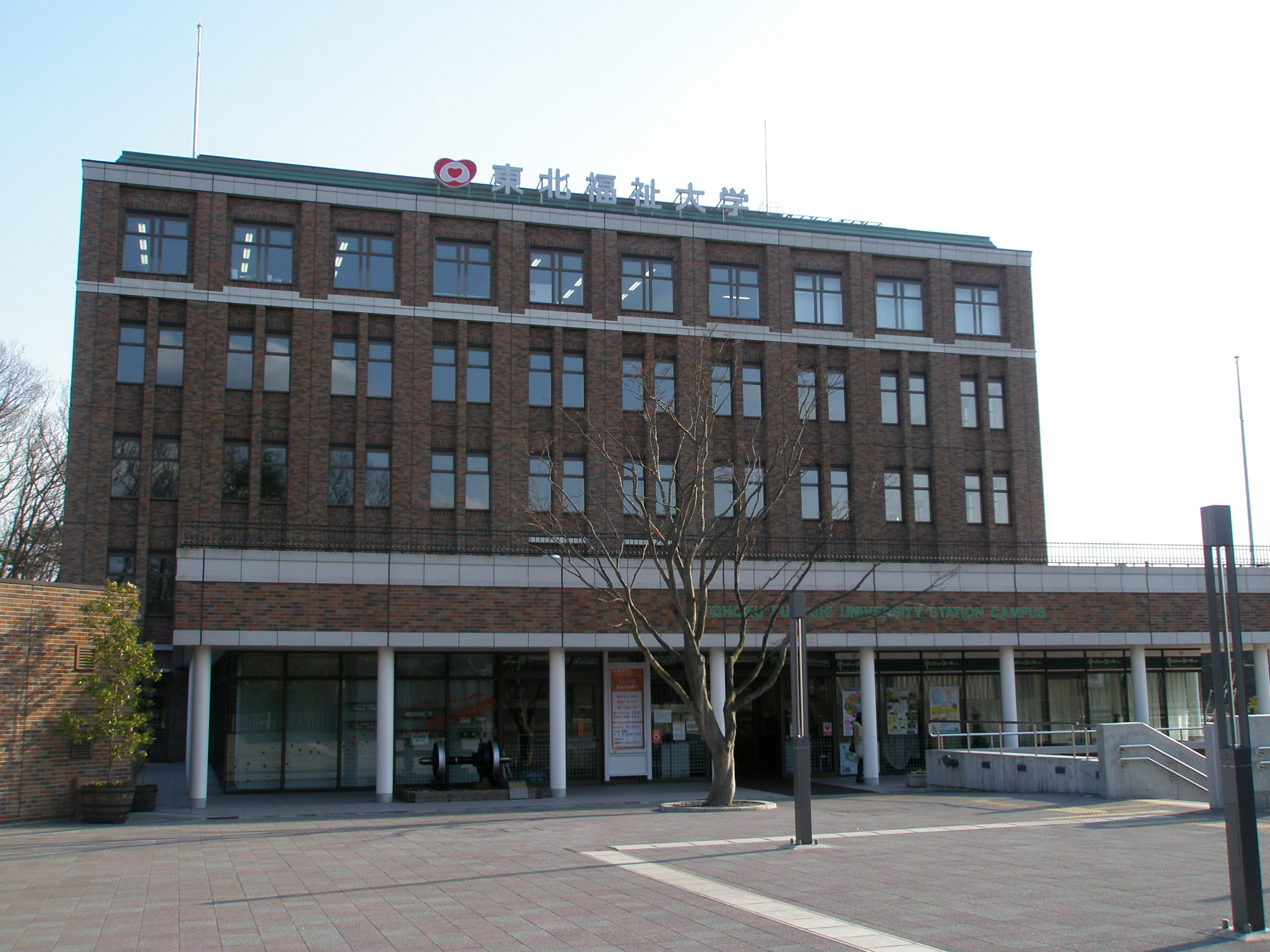
東北福祉大学ステーションキャンパス館
（2010年3月撮影）

〒981-8523 宮城県仙台市青葉区国見一丁目19番1号
- 交通：JR仙山線・東北福祉大前駅よりすぐ。仙台駅からは、仙台市営バスの870番台・貝ケ森経由の系統の路線で「JR東北福祉大前駅」停留所よりすぐ

同学に工学部など鉄道と関係する学部・学科は存在しないが、東北福祉大学駅周辺の開発許可を得る際に市から地域連携を求められたことから、ステーションキャンパスの新設に合わせて地元の鉄道資料の収集・展示を目的とした「東北福祉大学・鉄道交流ステーション」が2007年に設置された。地域連携として仙山線の交流電化の歴史資料や仙台市電の線路内の敷石など、東北地方の鉄道が中心である。このほかに寄贈された鉄道模型の展示スペース「鉄道模型館」が土曜日のみオープンしていた。2021年3月をもって閉館。

#### 国見ヶ丘第1キャンパス
〒989-3201 宮城県仙台市青葉区国見ヶ丘六丁目149番地1
- 交通：ステーションキャンパスと同じ系統で、仙台市営バス「仙台高校・福祉大ウェルコム21前」停留所よりすぐ

#### 国見ヶ丘第2キャンパス
〒989-3201  宮城県仙台市青葉区国見ヶ丘七丁目146番地
- 交通：ステーションキャンパスと同じ系統で仙台市営バス「国見ケ丘三丁目福祉大野球場前」停留所よりすぐ

#### 北山キャンパス
〒981-0931 宮城県仙台市青葉区北山三丁目11番
- 交通：仙台市営バス「三条町」停留所よりすぐ

#### 仙台駅東口キャンパス

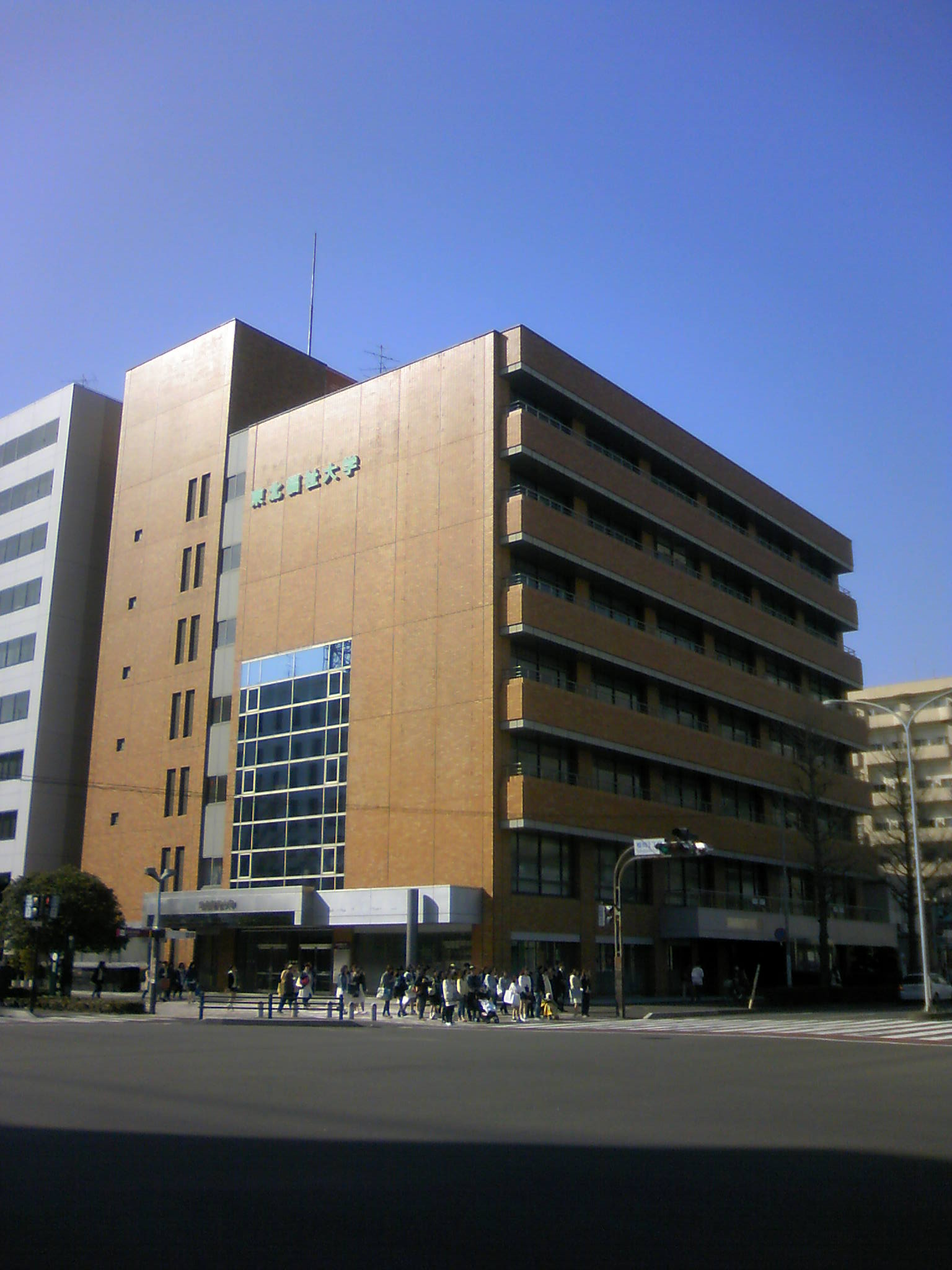
東北福祉大学仙台駅東口キャンパス
（2015年4月撮影）

〒983-8511 宮城県仙台市宮城野区榴岡二丁目5番26号（代々木ゼミナール仙台校の建物を居抜きして開設）
- 交通：JR東北本線・仙台駅西口中央改札口より徒歩約5分、またはJR仙石線・仙台駅2番出口より徒歩1分（または仙台市地下鉄東西線宮城野通駅より徒歩約3分）

#### 朴木山キャンパス
〒981-3224 仙台市泉区西田中字伊梨沢 外
- 交通：いずれも乗用車で、仙台駅から約40分、国見キャンパスから約30分程度、公共交通機関の場合は泉中央駅2番乗場から仙台市営バス20系統・住吉台行きで「住吉台中央」停留所下車徒歩約15分、または仙台駅前14番乗場から821系統・根白石下町行きで「萩坂」停留所下車徒歩約13分

加えて、東京都内に「東京サテライト」も設置されている（通信教育部における都内でのスクーリング・科目修了試験などに利用）。

### 関連施設

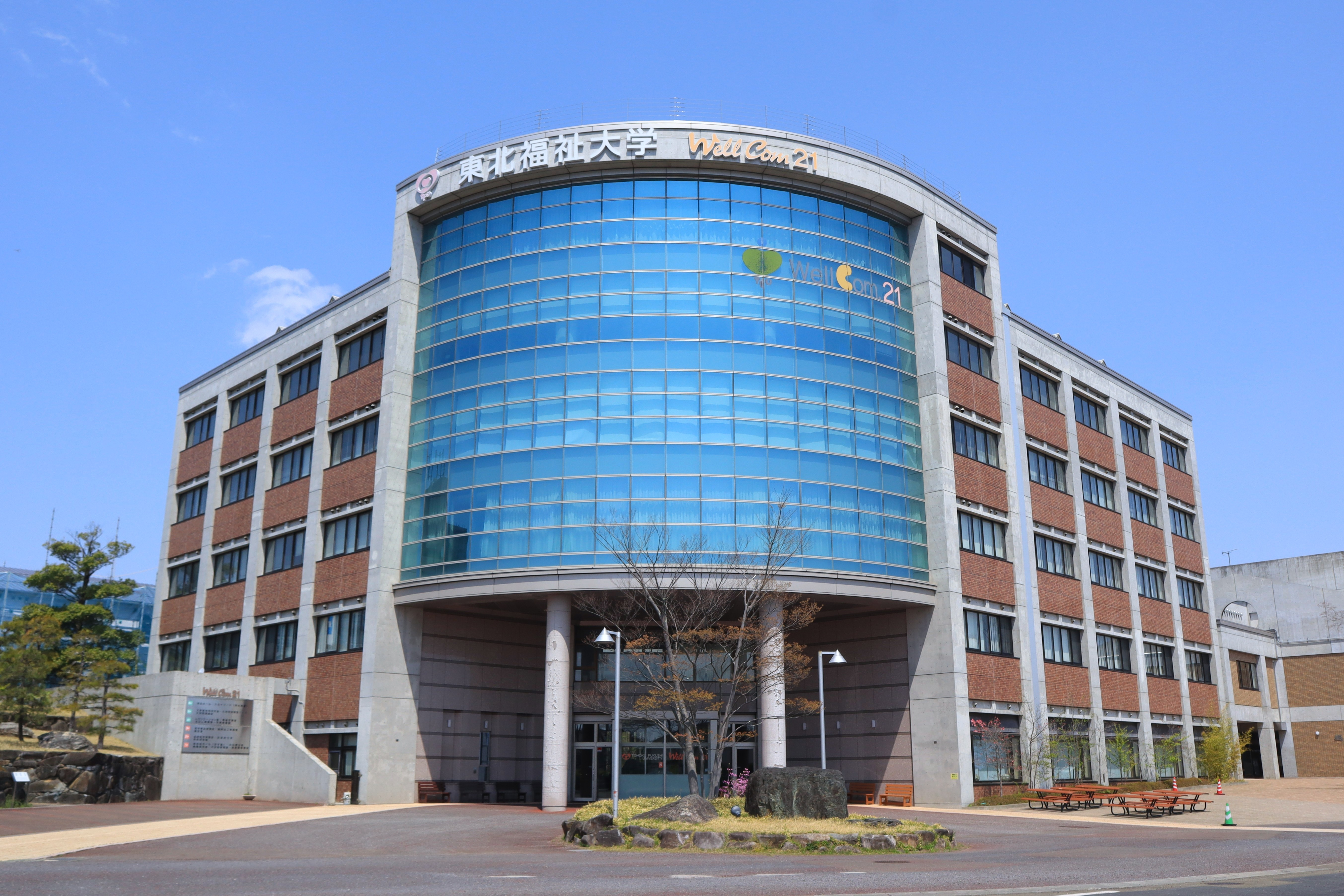
ウェルコム21（2025年4月撮影）

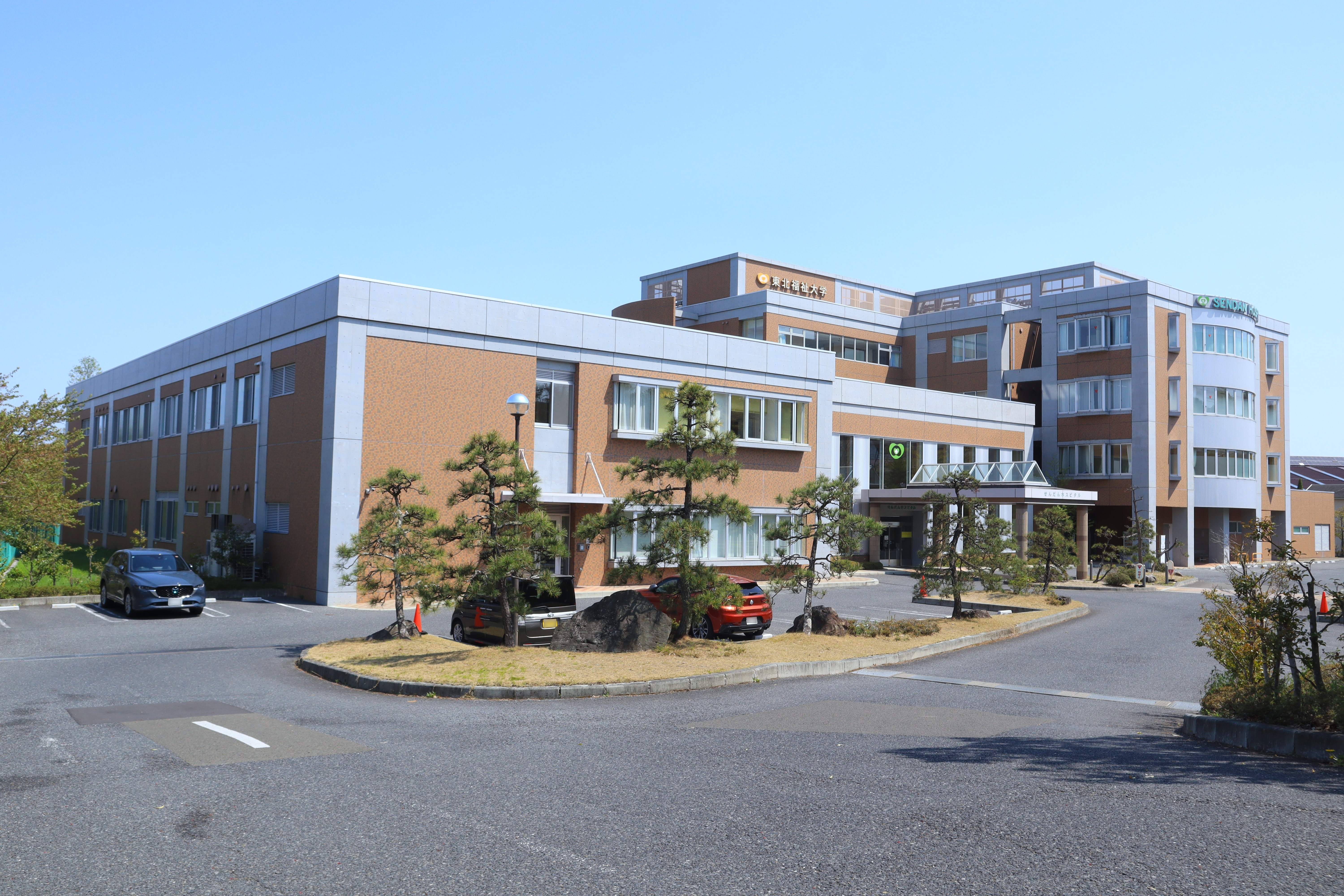
東北福祉大学せんだんホスピタル（2025年4月撮影）

本学ないしは学校法人栴檀学園による、設置・運営。
- 東北福祉大学芹沢銈介美術工芸館 - 国見キャンパス
- 音楽堂「けやきホール」 - 国見キャンパス
- ウェルコム21 - 国見ヶ丘第1キャンパス
- 東北福祉大学せんだんホスピタル - 国見ヶ丘第1キャンパス内、精神科・児童精神科・内科・神経内科で構成
- 東北福祉大学野球場 - 国見ヶ丘第2キャンパス
- 東北福祉看護学校 - 准看護師資格を保有した者を対象とした、通信教育制の正看護師養成課程を設置した専修学校。開校当初はステーションキャンパス館の7階に設置されていたが、2015年度より、仙台駅東口キャンパスの2階に移設されている。

### 関連法人運営の施設
以下の施設の一部では、通学課程・通信教育部とも、介護実習・介護等の体験・社会福祉援助実習の体験学習など、教育職員免許状や社会福祉士受験資格の取得のために課せられる実習等の対象施設として活用されるものもある。

#### 社会福祉法人東北福祉会
本学の関連法人、（社福）東北福祉会が運営する高齢者施設等
- せんだんの杜 - 介護老人福祉施設
- せんだんの杜ものう - 介護老人福祉施設
- せんだんの里 - 介護老人福祉施設
- せんだんの館 - フィンランド政府ならびに仙台市と提携したフィンランド型介護施設
- せんだんの家 - 児童生活自立援助ホーム
- 国見ヶ丘せんだんの杜保育園 - 保育園

#### 医療法人社団東北福祉会
本学の関連法人、（医社）東北福祉会運営する高齢者施設等。
- せんだんの丘 - 介護老人保健施設
- 予防福祉クリニック - 学内診療所（ステーションキャンパス2階）

#### その他
その他、関連法人による運営。
- 福聚幼稚園 - 学校法人福聚幼稚園による運営
- ふくじゅ保育園 - 2014年度に開園。

## 対外関係

### 他大学との協定
国内大学
- 放送大学学園と単位互換協定を結んでおり、放送大学で取得した単位を卒業に要する単位として認定することができる[61]
- 通信教育部では、産業能率大学通信教育部のスクーリングにて行われる講義の一部について、単位互換を実施しており、主に首都圏在住者のスクーリング単位修得認定ができるように便宜を図っている(対象講義の科目は、年度ごとに異なる。また、科目成績は科目認定の扱いとなる)。

## その他
本キャンパスの住所が「青葉区国見一丁目8番1号」であることから、学内の施設名などにもこの丁目番地を含んでいるものが多く、福聚殿の1Fにある学食の名前も「1-8-1HALL」であったり、学内専用シャトルバスのナンバープレートも「・181」で統一したりするなど、住所にちなんだものが学内で多く見られる。

### 基本情報技術者試験
総合マネジメント学部情報福祉マネジメント学科は国家資格の基本情報技術者試験（FE）の午前の部の免除制度の認定校になっており、特定の講座を受講して修了試験に合格することで、FEの午前の部の受験が1年間免除される。